# Villar del Humo
Villar del Humo es un municipio español de la provincia de Cuenca, en la comunidad autónoma de Castilla-La Mancha. Ubicado en la comarca de la Serranía Baja, tiene una población de 176 habitantes (INE 2024). Hay que destacar las pinturas rupestres situadas en su término, algunas dañadas por la mano humana en los últimos años. 

## Historia
Hacia mediados del siglo XIX, el lugar tenía contabilizada una población de 581 habitantes. Aparece descrito en el decimosexto volumen del Diccionario geográfico-estadístico-histórico de España y sus posesiones de Ultramar de Pascual Madoz de la siguiente manera:

VILLAR DE HUMO: l. con ayunt. en la prov. y dióc. de Cuenca (9 leg.), part. jud. de Cañete (5), aud. terr. de Albacete (16) y c. g. de Castilla la Nueva (Madrid 30): sit. en un valle y en terreno quebrado, con clima algo frio, bien ventilado y sano. Consta de 150 casas de mala construccion; disfruta de buenas aguas; la igl. parr. se halla servida por un cura de entrada y de provision ordinaria. El térm. confina por N. con el de Pajaroncillo; E. San Martin; S. Cardenete, y O. Carboneras: su terreno que es de mediana calidad, tiene reducidas á cultivo 900 fan. de tierra, lo restante se halla poblado de pinos, enebro y otros arbustos, y le cruza un pequeño arroyo que se incorpora al Cabriel: los caminos son locales y en mal estado. prod.: trigo, centeno, cebada, avena, patatas, algun vino y escelente miel; se cria ganado lanar y vacuno; caza de liebres, perdices, conejos y alguna de mayor. ind.: la agrícola y fabricacion de pez negra y aceite de enebro, un molino, un batan y un horno. comercio: la esportacion del sobrante de sus prod. y la importacion de algunos art. de consumo diario. pobl.: 146 vec., 581 alm. cap. prod.: 1.256,180 rs. imp.: 62,318. El presupuesto municipal asciende á 2,400 rs. y se cubre con el prod. de las fincas de propios, que consisten en el molino, batan y horno citados.
(Madoz, 1850, p. 239)

## Demografía
Villar del Humo cuenta con una población de 176 habitantes (INE 2024).
| Gráfica de evolución demográfica de Villar del Humo entre 1842 y 2021                                               |
| |
| Población de derecho según los censos de población del INE Población de hecho según los censos de población del INE |

Su población se multiplica por diez durante el mes de agosto.[cita requerida]

## Pinturas rupestres. Patrimonio Mundial

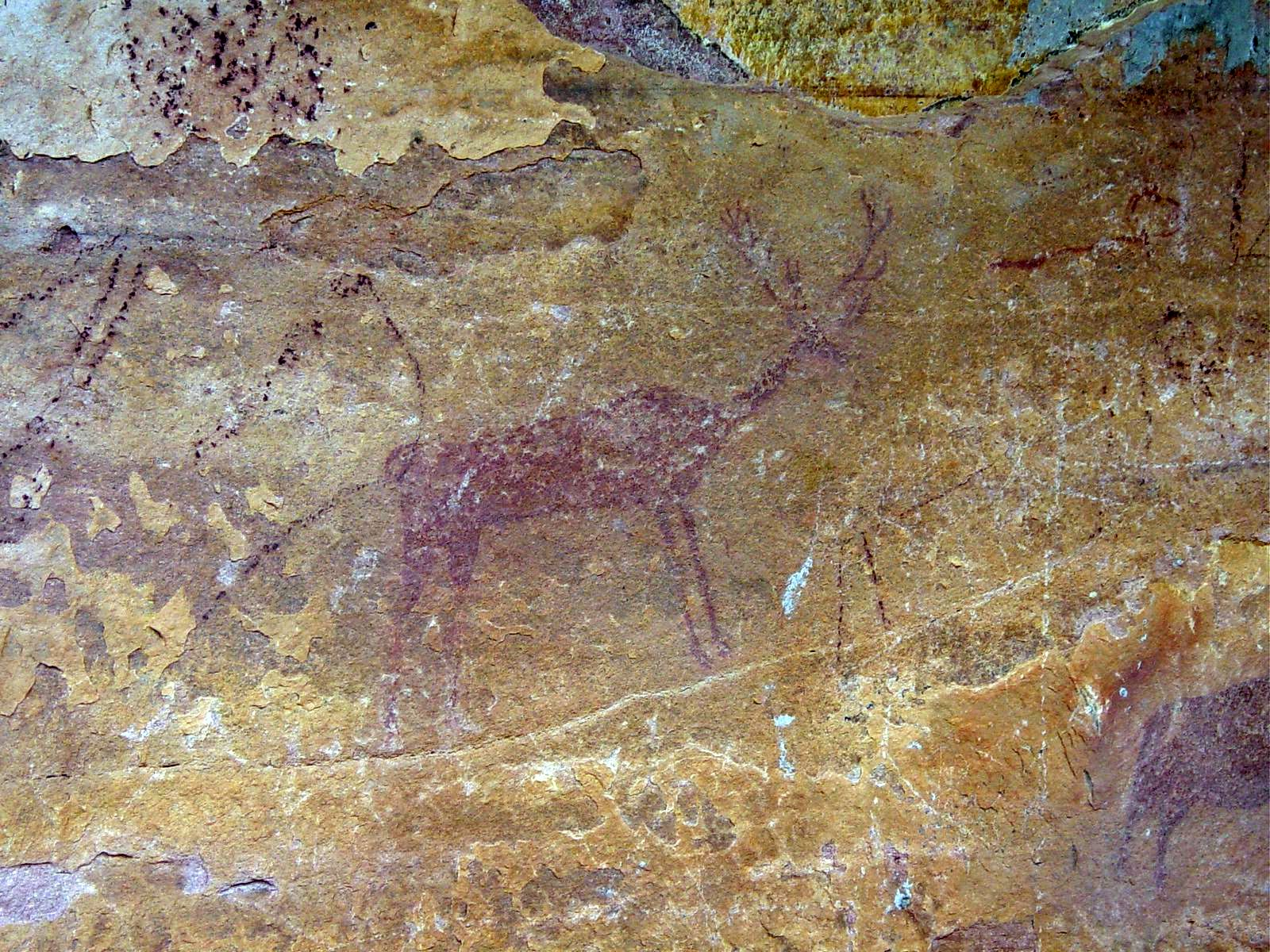
Peña el Escrito I

La población de Villar del Humo está rodeada por las sierras de Albarracín y de Mira, y por la Serranía de Cuenca. Su término municipal alberga doce yacimientos de arte rupestre que corresponden a dos de los principales estilos del Holoceno: el arte levantino (10 000 años antes del presente) y el arte esquemático (6500 años antes del presente).
El descubrimiento de estas joyas pictóricas se remonta a 1917, cuando el ayudante de ingenieros de montes Enrique O'Kelly, junto con otras gentes del lugar, halló en la llamada Peña del Escrito dos frisos con arte. En aquellos años, 1918, se descubre el abrigo de Selva Pascuala, la Fuente de la Selva Pascuala y la Cueva del Bullón, por Eduardo Hernández Pacheco, Francisco Benítez Mellado (dibujante) y F. H. Pacheco de la Cuesta (ayudante).
Trascurrieron casi cincuenta años, hasta 1968, para que se volviese a descubrir un nuevo panel pintado; prueba del olvido en que se sumió este núcleo rupestre. El maestro de la población Amado Ruiz Ferrer y algunos alumnos suyos, J. P. Ruiz, C. Ramiro, C. Esteban, C. Ruiz y J. J. Ramons, que conformaban el Grupo 278, descubrieron nuevas pinturas dentro del programa Operación Rescate, concretamente cuatro abrigos: tres en la zona del vallejo de Marmalo (III, IV, V), y un cuarto en la de Castellón de los Machos. En 1979, César López, vecino de la localidad, comunicó a Anna Alonso Tejada la existencia de posibles pinturas que tras la inspección oportuna aportaron dos paneles pintados, la Peña del Castellar y también se hizo eco la mencionada arqueóloga de dos nuevos abrigos en la zona de Marmalo que fueron bautizados con el nombre de Marmalo I y II, informaciones que fueron suministradas en 1982 por sus descubridores, Manfred y Katja Bader, incansables aficionados al arte levantino.
En 1988-89 la Junta de Comunidades de Castilla-La Mancha encarga el inventario de los yacimientos con Arte Prehistórico de Cuenca; lo llevarán a cabo A. Alonso Tejada y Alexandre Grimal Navarro.
Las manifestaciones de arte rupestre se ubican en abrigos o refugios al aire libre junto a diversos cursos de agua en los parajes denominados Peña del Escrito, Rambla del Anear, Selva Pascuala, Cueva del Bullón, Marmalo, Castellón de los Machos y Peña del Castellar.
Se trata de, en el caso del Arte Levantino (10 000 años antes del presente) de la expresión de los últimos cazadores-recolectores, basada en representaciones figurativas: arqueros, ciervos, capridos, bóvidos y alguna figura femenina. En el caso del Arte esquemático (6500 años antes del presente), cuyos autores son los grupos neolíticos-bronce, se pintaron motivos abstractos y algunos, los menos, con lejanas referencias a la figuración (puntiformes, barras, zoomorfos, serpentiformes, antropomorfos, etc.).
Todas estas expresiones pictóricas constituyen la demostración inestimable de la capacidad intelectual de los grupos humanos prehistóricos, de sus creencias, de su concepción plástica y estética. Su valor extraordinario ha merecido que se declarasen Patrimonio de la Humanidad desde 1998 por la Unesco y que aquellas poblaciones que lo poseen pasen a ser meros intermediarios y veladores de su conservación.
Demasiado escasas las investigaciones sobre el Arte rupestre levantino y esquemático que hacen referencia al núcleo de Villar del Humo, para las personas que deseen profundizar en su conocimiento deben mencionarse los estudios monográficos de Eduardo Hernández Pacheco, y posteriormente Anna Alonso Tejada y Alexandre Grimal; además de otros autores como Francisco Jordá, Antonio Beltrán, que trabajaron temas específicos de alguno de los abrigos.
En 1995 se creó un Parque Cultural que recogía información sobre todos los itinerarios que conducen a los distintos abrigos donde se encuentran las manifestaciones de arte rupestre, con el fin de facilitar el acceso a todas las personas que deseen visitarlos. 

## Parque cultural

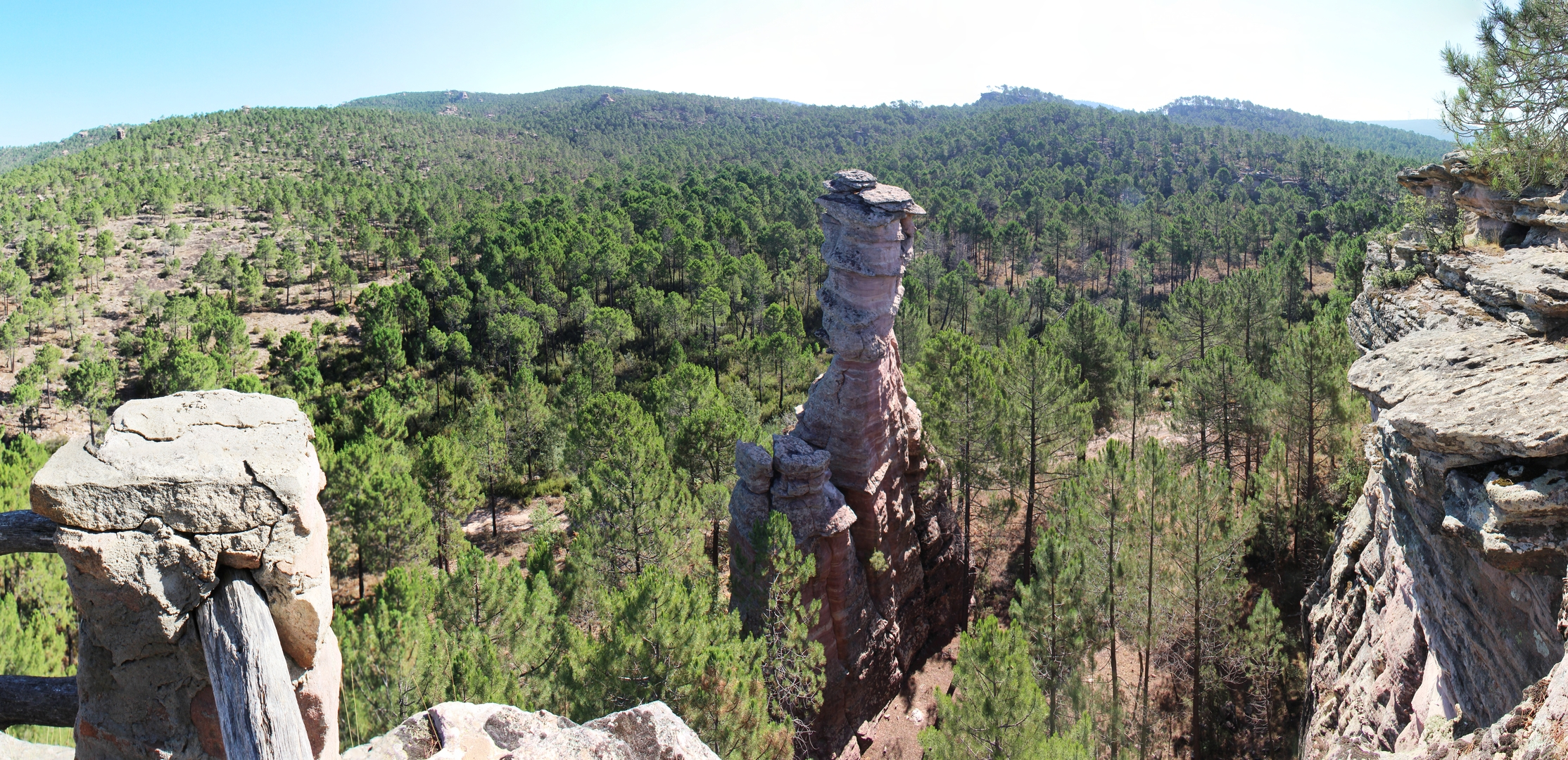
Imagen panorámica de la Torre Balbina desde el mirador.

El día 3 de mayo de 1995 tuvo lugar la inauguración del Parque cultural de Villar del Humo con diferentes actividades culturales y la participación de Antonio Beltrán, especialista en Arte Rupestre Levantino. El Parque cultural protege y difunde tanto el patrimonio histórico como el natural y el etnográfico de la región permitiendo realizar varios itinerarios señalizados.

## La Asociación Cultural Kelatza
Es una entidad cultural sin ánimo de lucro que se creó con el fin de recuperar las tradiciones de Villar del Humo y de velar por la conservación del entorno natural y cultural de la zona, con especial dedicación a la divulgación de los abrigos de arte rupestre levantino y esquemático que existen en el término municipal, y que han sido incluidos en un Parque Cultural con rutas señalizadas para su acceso.

## Fiestas
Sus fiestas patronales son:
- San Isidro el 15 de mayo
- Virgen del Rosario que se celebra el primer fin de semana de octubre aunque el día de la Virgen del Rosario es el 7 de octubre 
Otras fiestas a destacar en Villar del Humo son:
- Los quintos en Semana Santa en la que los mozos y mozas que en el año cumplen los 19 organizan tres días de fiestas. Celebración motivada por tradición de cuando los mozos eran llamados a fila por el ejército español.
- Las fiestas de verano a principios de agosto  en la que una comisión de fiestas organiza cuatro días de fiesta. A continuación,
- La Semana Cultural del Kelatza con actividades de todo tipo (juegos infantiles, tradicionales, deportivos, senderismo, exposiciones, etc)
- San Antón alrededor del 17 de enero, en la que se realiza una hoguera.